# 日本の地理的表示一覧
日本の地理的表示一覧（にほんのちりてきひょうじいちらん）は、日本において地理的表示（GI）として保護される農林水産物・食品や酒類等の産品の一覧である。日本における地理的表示保護制度には、農産品等についての「特定農林水産物等の名称の保護に関する法律」（地理的表示法）に基づく登録、及び、酒類についての「酒税の保全及び酒類業組合等に関する法律」に基づく「酒類の地理的表示に関する表示基準」による指定等がある。

## 地理的表示法に基づく登録
農林水産物・食品等については、2014年（平成26年）6月18日に成立した「特定農林水産物等の名称の保護に関する法律」（地理的表示法）によって、地理的表示を登録等し保護を図っている。
同法に基づき、2023年（令和5年）3月31日時点で129産品が登録されている（累計では131産品が登録されたが、うち2産品が登録削除となった）。なお、同法第28条に基づき指定する外国産品については掲載を省略する。
| 登録番号 | 名称                                    | 区分 | 生産地 | 登録生産者団体                                                   | 登録日         | 特性・備考 | リンク  |
| -------- | --------------------------------------- | --- | --- | ---------------------------------------------------------------- | -------------- | --- | ------- |
| 1        | あおもりカシス                          | 第3類 果実類 すぐり類 | 東青地域（青森県青森市、青森県東津軽郡平内町、青森県東津軽郡今別町、青森県東津軽郡蓬田村、青森県東津軽郡外ヶ浜町） | あおもりカシスの会                                               | 2015年12月22日 | 酸味や独特の芳香があり、アントシアニンが豊富。 | [ 7 ]   |
| 2        | 但馬牛                                  | 第2類 生鮮肉類 牛肉 | 兵庫県内 | 神戸肉流通推進協議会                                             | 2015年12月22日 | 但馬地方の山あいで但馬牛を素牛として肥育し、A・B2等級以上に格付けされた枝肉。 | [ 8 ]   |
| 3        | 神戸ビーフ                              | 第2類 生鮮肉類 牛肉 | 兵庫県内 | 神戸肉流通推進協議会                                             | 2015年12月22日 | 但馬地方の山あいで但馬牛を素牛として肥育し、A・B4等級以上でBMSNo6以上に格付けされた枝肉。高級の霜ふり肉。 | [ 9 ]   |
| 4        | 夕張メロン                              | 第2類 野菜類 メロン | 北海道夕張市 | 夕張市農業協同組合                                               | 2015年12月22日 | 内部のオレンジ色の果肉は繊維質が少なく柔らかい。「夕張キング」という品種は香りが強く、糖度は10度以上。 | [ 10 ]  |
| 5        | 八女伝統本玉露                          | 第32類 酒類以外の飲料等類 茶葉（生のものを除く）                                                                           | 福岡県内 | 八女伝統本玉露推進協議会                                         | 2015年12月22日 | 収穫前に稲わらなどで被覆することにより「覆い香」といわれる香気成分の含有量が高く、うま味も強い。 | [ 11 ]  |
| 6        | 江戸崎かぼちゃ                          | 第2類 野菜類 かぼちゃ | 茨城県稲敷市及び牛久市桂町 | 稲敷農業協同組合                                                 | 2015年12月22日 | 完熟時に収穫を行うため、甘味が強い。果皮は濃緑色、果肉は濃いオレンジ色。 | [ 12 ]  |
| 7        | 鹿児島の壺造り黒酢                      | 第27類 調味料及びスープ類 その他醸造酢（米黒酢）                                                                           | 鹿児島県霧島市福山町及び隼人町 | 鹿児島県天然つぼづくり米酢協議会                                 | 2015年12月22日 | 屋外に並べた壺を使って仕込み発酵で醸造する米黒酢。発酵に6か月以上、熟成に6か月以上を経たため、特有の香りと酸味を有する。 | [ 13 ]  |
| 8        | くまもと県産い草                        | 第4類 その他農産物類（工芸農作物を含む） いぐさ                                                                            | 熊本県八代市、熊本県八代郡氷川町、熊本県宇城市、熊本県球磨郡あさぎり町 | 八代地域農業協同組合、熊本宇城農業協同組合、球磨地域農業協同組合 | 2016年2月2日   | 茎が長く畳表の製織に適し県指定品種のひのみどり、夕凪、ひのはるか、涼風を用い、泥染めという製法により光沢や色調を整えたいぐさ。 | [ 14 ]  |
| 9        | くまもと県産い草畳表                    | 第41類 畳表類 いぐさ畳表                                                                                                   | 熊本県八代市、熊本県八代郡氷川町、熊本県宇城市、熊本県球磨郡あさぎり町 | 八代地域農業協同組合、熊本宇城農業協同組合、球磨地域農業協同組合 | 2016年2月2日   | 泥染めされたいぐさを使用し、揃いの長さで製織することにより、色合いや特性が統一された畳表。 | [ 15 ]  |
| 10       | 伊予生糸                                | 第42類 生糸類 家蚕の生糸                                                                                                   | 愛媛県西予市 | 愛媛県西予市蚕糸振興協議会                                       | 2016年2月2日   | 時間をかけて繭から糸を引き出すため、蚕がS字状に吐いた糸のうねりがそのまま残り嵩高となる。光沢がある、柔らかい風合いの糸。 | [ 16 ]  |
| 11       | 鳥取砂丘らっきょう ふくべ砂丘らっきょう | 第2類 野菜類 らっきょう | 鳥取県鳥取市福部町内の鳥取砂丘に隣接した砂丘畑 | 鳥取いなば農業協同組合                                           | 2016年3月10日  | 身が締まっており、各鱗片の厚みもほぼ同一で、食感が良く、外観が白い。 | [ 17 ]  |
| 12       | 三輪素麺                                | 第15類 穀物類加工品類 そうめん類                                                                                           | 奈良県全域 | 奈良県三輪素麺工業協同組合、奈良県三輪素麺販売協議会             | 2016年3月29日  | 三輪地方では1300年前の奈良時代にそうめんの生産が始まり、手延べ素麺発祥の地と伝えられる。コシが強く伸縮性に優れており、細い製麺が可能で、茹で伸びが抑制される。 | [ 18 ]  |
| 13       | 市田柿                                  | 第18類 果実加工品類 干柿                                                                                                   | 長野県飯田市、長野県下伊那郡ならびに長野県上伊那郡のうち飯島町および中川村 | みなみ信州農業協同組合                                           | 2016年7月12日  | 地域原産の糖度が高く、小ぶりな市田柿を用いた飴色の干柿。伝統的な方法を用いて干し上げや揉み込みが行われる。 | [ 19 ]  |
| 14       | 吉川ナス                                | 第1類 農産物類 なす | 福井県鯖江市 | 鯖江市伝統野菜等栽培研究会                                       | 2016年7月12日  | 光沢のある黒紫色をした直径約10cmの楕円・巾着型の丸ナス。水分量が多く、加熱するととろみのある食感が生まれ、煮崩れしにくい。 | [ 20 ]  |
| 15       | 谷田部ねぎ                              | 第1類 農産物類 野菜類 ねぎ                                                                                                 | 福井県小浜市 | 谷田部ねぎ生産組合                                               | 2016年9月7日   | 生産行程管理業務を廃止したため、2022年6月12日に登録失効。 | [ 21 ]  |
| 16       | 山内かぶら                              | 第2類 野菜類 かぶ | 福井県三方上中郡若狭町山内 | 山内かぶらちゃんの会                                             | 2016年9月7日   | 円錐形で表面に窪みとヒゲ根が多い。肉質は緻密で煮崩れしにくく、漬物のほか、葉はカブ菜としても利用できる。 | [ 22 ]  |
| 17       | 加賀丸いも                              | 第2類 野菜類 やまのいも | 石川県能美市及び石川県小松市（高堂町、野田町、一針町） | 南加賀地区丸いも生産協議会                                       | 2016年9月7日   | ソフトボール大の丸いやまといも。粘り成分が多く、水分が少ないため、すりおろすと強い粘りを呈する。 | [ 23 ]  |
| 18       | 三島馬鈴薯                              | 第2類 野菜類 馬鈴しょ | 静岡県三島市の箱根西麓地域（佐野、徳倉、沢地、川原ヶ谷山田、川原ヶ谷小沢、川原ヶ谷元山中、塚原新田、市山新田、三ツ谷新田、笹原新田、山中新田、谷田台崎、玉沢）、静岡県田方郡函南町の箱根西麓地域（桑原、大竹、平井、丹那、畑、田代、軽井沢） | 三島函南農業協同組合                                             | 2016年10月12日 | 手掘りで収穫するメークイン種のじゃがいも。保存性が高い。 | [ 24 ]  |
| 19       | 下関ふく                                | 第10類 魚類 ふぐ | 山口県下関市及び福岡県北九州市門司区 | 下関唐戸魚市場仲卸協同組合                                       | 2016年10月12日 | 活かし込みにより身質が引き締まり、技術により高い鮮度を保ったみがき処理（除毒など）が行われるみがきふぐ（とらふぐ）。 | [ 25 ]  |
| 20       | 能登志賀ころ柿                          | 第18類 果実加工品類 干柿                                                                                                   | 石川県羽咋郡志賀町のうち1970年から2005年までの旧志賀町区域 | 志賀農業協同組合                                                 | 2016年10月12日 | 糖度が高い最勝柿を使用して作られた飴色の干柿。人手による柿もみ、ゆっくりとした干し上げなど伝統的な製法の伝承がある。 | [ 26 ]  |
| 21       | 十勝川西長いも                          | 第1類 農産物類 野菜類 やまのいも                                                                                           | 北海道帯広市、芽室町、中札内村、清水町、新得町、池田町字高島、足寄町、浦幌町、鹿追町 | 十勝川西長いも運営協議会                                         | 2016年10月12日 | 短いとっくり型で、表面と肉質が白く、褐変しにくい。とろろにしたときの粘りが強く、海外への輸出も盛んである。 | [ 27 ]  |
| 22       | くにさき七島藺表                        | 第41類 畳表類 七島イ畳表                                                                                                   | 大分県国東市、大分県杵築市 | くにさき七島藺振興会                                             | 2016年12月7日  | 亜熱帯性植物の七島藺を筵と同じ製織方法で織り上げた畳表。い草の畳表よりも強度が有り、関東圏を中心に人気が高い。 | [ 28 ]  |
| 23       | 十三湖産大和しじみ                      | 第11類 貝類 しじみ | 青森県五所川原市（十三湖を含む）、つがる市、北津軽郡中泊町 | 十三漁業協同組合、車力漁業協同組合                               | 2016年12月7日  | 汽水湖の「十三湖」で漁獲されたヤマトシジミ。出汁、旨味が良く出ることが特徴。 | [ 29 ]  |
| 24       | 連島ごぼう                              | 第2類 野菜類 ごぼう | 岡山県倉敷市（水島地域並びに倉敷地域のうち西阿知地区及び大高） | 晴れの国岡山農業協同組合                                         | 2016年12月7日  | 川砂を主体とした畑で育てられた肌が白くアクが少ないごぼう。肉質はやわらかくて、甘みがある。 | [ 30 ]  |
| 25       | 特産松阪牛                              | 第6類 生鮮肉類 牛肉 | 2004年11月1日当時の行政区画名としての22市町村（松阪市、津市、伊勢市、久居市、香良洲町、一志町、白山町、嬉野町、美杉村、三雲町、飯南町、飯高町、多気町、明和町、大台町、勢和村、宮川村、玉城町、小俣町、大宮町、御薗村、度会町） | 松阪牛連絡協議会                                                 | 2017年3月3日   | 未経産の黒毛和種の雌牛を12ヶ月齢までに兵庫県から導入し、900日以上の長期にわたり肥育。不飽和脂肪酸を多く含んでおり、脂肪が溶け出す温度が低い。 | [ 31 ]  |
| 26       | 米沢牛                                  | 第6類 生鮮肉類 牛肉 | 山形県置賜地域（米沢市、南陽市、長井市、高畠町、川西町、飯豊町、白鷹町、小国町） | 米沢牛銘柄推進協議会                                             | 2017年3月3日   | 生後32ヶ月以上の黒毛和種の未経産牛から得られる肉質等級が3等級以上の牛肉。 | [ 32 ]  |
| 27       | 西尾の抹茶                              | 第32類 酒類以外の飲料等類 茶葉（生のものを除く）                                                                           | 愛知県西尾市 | 西尾茶協同組合                                                   | 2017年3月3日   | 生産工程管理業務を廃止したため、2020年2月3日に登録失効。 | [ 33 ]  |
| 28       | 前沢牛                                  | 第6類 生鮮肉類 牛肉 | 岩手県奥州市前沢区 | 岩手ふるさと農業協同組合                                         | 2017年3月3日   | きめ細やかな霜降りで、しっとりした肉質。全国肉用牛枝肉共励会においては通算6回の名誉賞（農林水産大臣賞）を受賞した。 | [ 34 ]  |
| 29       | くろさき茶豆                            | 第2類 野菜類 えだまめ | 新潟県新潟市西区黒埼地区、新潟市西区小新的場地区、新潟市西区亀貝寅明地区 | 新潟市黒埼地区茶豆組合協議会                                     | 2017年4月21日  | 明治末期に導入した茶豆から選抜された小平方茶豆に由来。一般の枝豆により莢の付きが多く、莢はやや大きく平べったい。 | [ 35 ]  |
| 30       | 東根さくらんぼ                          | 第3類 果実類 おうとう | 山形県東根市及び隣接市町の一部 | 果樹王国ひがしね6次産業化推進協議会                              | 2017年4月21日  | 栽培に適した気象や土壌、栽培方法や規格管理の徹底により大玉で味のバランスが良いさくらんぼ。 | [ 36 ]  |
| 31       | みやぎサーモン                          | 第10類 魚類 ぎんざけ | 宮城県石巻市、女川町、南三陸町、気仙沼市 | みやぎ銀ざけ振興協議会                                           | 2017年5月26日  | 活け締め処理を施した高鮮度な養殖ギンザケ。身にツヤと張りがあり、刺身で食べられるほか、他の食材や様々な調理法に合わせやすい。 | [ 37 ]  |
| 32       | 大館とんぶり                            | 第17類 野菜加工品類 その他第1号から前号までに掲げるもの以外の野菜加工品（とんぶり）                                        | 秋田県大館市 | あきた北農業協同組合                                             | 2017年5月26日  | ホウキギの実を原料とした加工品。直径1～2mmの粒状で味はないが、魚の卵のような食感があるため、「畑のキャビア」とも呼ばれる。 | [ 38 ]  |
| 33       | 大分かぼす                              | 第3類 果実類 その他かんきつ類（かぼす）                                                                                    | 大分県内 | 大分県カボス振興協議会                                           | 2017年5月26日  | 緑色の時期に収穫したかぼす。柑橘系の香りと強すぎない酸味が特徴。果汁は料理に使われる。 | [ 39 ]  |
| 34       | すんき                                  | 第17類 野菜加工品類 野菜漬物のうち、(一)から(八)までに掲げるもの以外の野菜漬物（乳酸発酵漬物（無塩））                     | 長野県木曽郡木曽町、上松町、南木曽町、木祖村、王滝村、大桑村及び長野県塩尻市の一部（旧楢川村）（2005年3月31日当時の長野県木曽郡） | すんきブランド推進協議会                                         | 2017年5月26日  | 木曽の伝統野菜、赤蕪の茎葉等を原料に無塩で乳酸発酵させた漬物。べっこう色で乳酸由来の酸味が特徴。 | [ 40 ]  |
| 35       | 新里ねぎ                                | 第2類 野菜類 ねぎ | 栃木県宇都宮市新里町 | 新里ねぎ生産組合                                                 | 2017年5月26日  | 軟白部が弓形に曲がった伝統野菜の曲がりねぎ。柔らかく甘みが強い。 | [ 41 ]  |
| 36       | 田子の浦しらす                          | 第4類 水産物類 魚類（しらす） 第7類 水産加工品類 加工魚介類（釜揚げしらす）                                                | 静岡県田子の浦沖（富士市沖・沼津市沖） | 田子の浦漁業協同組合                                             | 2017年6月23日  | 鮮度が良く、形の良い状態で水揚げされるため、透明でぷりぷりした食感と濃い旨味が特徴。冷凍品は解凍しても水揚げ時と区別がつかない。 | [ 42 ]  |
| 37       | 万願寺甘とう                            | 第2類 野菜類 その他果菜類（とうがらし（青とう））                                                                          | 京都府綾部市、舞鶴市及び福知山市 | 全国農業協同組合連合会                                           | 2017年6月23日  | 辛み成分のない甘味とうがらし。ピーマンのような肉厚で柔らかい果肉と独特な風味を有する。肩部のくびれとやや湾曲した果形が特徴。 | [ 43 ]  |
| 38       | 飯沼栗                                  | 第3類 果実類 くり | 茨城県東茨城郡茨城町 | 下飯沼栗生産販売組合                                             | 2017年6月23日  | 独自の栽培技術で1つの毬に1果の大粒の栗を作り上げた。冷温貯蔵により甘さが増した時期に計画出荷。 | [ 44 ]  |
| 39       | 紀州金山寺味噌                          | 第27類 調味料及びスープ類 その他味噌（醸造嘗め味噌）                                                                       | 和歌山県 | 紀州味噌工業協同組合                                             | 2017年8月10日  | 伝統製法により生産される味噌。野菜を麹と一緒に発酵・熟成させているため、麹と野菜の味とが溶け合い、粒が残った状態でも柔らかな食感である。 | [ 45 ]  |
| 40       | 美東ごぼう                              | 第2類 野菜類 ごぼう | 山口県美祢市美東町 | 山口美祢農業協同組合                                             | 2017年9月15日  | 長根のごぼうで先端まで肉付きが良く、食感が柔らかい。 | [ 46 ]  |
| 41       | プロシュット・ディ・パルマ              | 第20類 食肉製品類 ハム類                                                                                                   | イタリア共和国エミリア＝ロマーニャ州パルマ県内の一部地域（エミリア街道から5km以上南に離れ、海抜900m以下であり、かつエンザ川（東端）及びスティロネ川（西端）に挟まれた地域） | コンソルツィオ・デル・プロッシュット・ディ・パルマ               | 2017年9月15日  | 豚肉を最小限の塩で1年以上熟成された柔らかい生ハム。EUにおけるGI登録品（一定の地域内で生産・加工・製造の全てが行われるものを対象とするPDO［原産地呼称保護］産品として登録されている）。 | [ 47 ]  |
| 42       | 木頭ゆず                                | 第3類 果実類 ゆず | 徳島県那賀郡那賀町 | 木頭ゆず振興協議会                                               | 2017年9月15日  | 半世紀に渡る優良系統選抜により、果皮が厚く、果汁が多くて香りが良いゆず。 | [ 48 ]  |
| 43       | 上庄さといも                            | 第2類 野菜類 さといも | 福井県大野市上庄地区（1954年6月30日現在における行政区画名としての福井県大野郡上庄村） | 福井県農業協同組合                                               | 2017年11月10日 | 「大野在来」と呼ばれるサトイモ。肉質が緻密で固くしまっており、煮くずれしにくい。 | [ 49 ]  |
| 44       | 琉球もろみ酢                            | 第5類 農産加工品類 酒類以外の飲料等類（その他飲料等類）（もろみ酢）                                                        | 沖縄県 | 琉球もろみ酢事業協同組合                                         | 2017年11月10日 | 琉球泡盛のもろみ粕を原料とする非発泡性飲料。琥珀色で主な酸味成分がクエン酸。 | [ 50 ]  |
| 45       | 若狭小浜小鯛ささ漬                      | 第24類 加工魚介類 調味加工品（小鯛ささ漬）                                                                                 | 福井県小浜市 | 協同組合小浜ささ漬協会                                           | 2017年11月10日 | 日本海産の小鯛を三枚におろして薄塩にし、酢に漬けた後、樽詰め等にしたもの。皮がピンク、身は淡い飴色または白色で身の締まりと適度な塩気と酸味を有している。保存性を有しながら、生に近い風味を持つ。 | [ 51 ]  |
| 46       | 桜島小みかん                            | 第3類 果実類 その他かんきつ類（紀州みかん）                                                                                | 鹿児島市桜島横山町、桜島白浜町、桜島二俣町、桜島松浦町、桜島西道町、桜島藤野町、桜島武町、桜島赤生原町、桜島小池町、桜島赤水町、新島町（2004年10月31日時点における行政区画名としての鹿児島県鹿児島郡桜島町） | 鹿児島みらい農業協同組合                                         | 2017年11月10日 | 果実は極めて小さいが、果肉は柔らかく多汁で、甘さと酸味のバランスがとれる。 | [ 52 ]  |
| 47       | 岩手野田村荒海ホタテ                    | 第11類 貝類 ほたてがい | 岩手県野田村野田湾 | 野田村漁業協同組合                                               | 2017年11月10日 | プランクトンが豊富で自由に泳ぎ回れる環境下で養殖されたホタテガイ。 | [ 53 ]  |
| 48       | 奥飛騨山之村寒干し大根                  | 第17類 野菜加工品類 干しだいこん                                                                                           | 岐阜県飛騨市神岡町山之村地区（岐阜県飛騨市神岡町伊西・森茂・岩井谷・下之本・瀬戸・和佐府・打保地区の総称） | すずしろグループ                                                 | 2017年11月10日 | 冬場の保存食として伝統的に作られてきた輪切りで厚みのある寒干し大根。飴色で煮物などにすると独特の甘みと食感がある。 | [ 54 ]  |
| 49       | 八丁味噌                                | 第27類 調味料及びスープ類 豆味噌                                                                                           | 愛知県 | 愛知県味噌溜醤油工業協同組合                                     | 2017年12月15日 | 赤褐色で色が濃く、酸味、うまみと苦渋味といった他の味噌にない独特な風味を有する。「名古屋めし」の代表的な調味料。 | [ 55 ]  |
| 50       | 堂上蜂屋柿                              | 第18類 果実加工品類 干柿                                                                                                   | 岐阜県美濃加茂市 | 美濃加茂市堂上蜂屋柿振興会                                       | 2017年12月15日 | 非常に大きい干し柿で、果肉は飴色で繊維質が少なく柔らかい。糖度は65度にもなる。 | [ 56 ]  |
| 51       | ひばり野オクラ                          | 第2類 野菜類 その他果菜類（オクラ）                                                                                        | 秋田県雄勝郡羽後町 | JAうご新成園芸組合                                               | 2017年12月15日 | 身が大きいが柔らかいオクラ。 | [ 57 ]  |
| 52       | 小川原湖産大和しじみ                    | 第11類 貝類 しじみ | 青森県上北郡東北町（小川原湖を含む）、上北郡六ヶ所村、三沢市 | 小川原湖漁業協同組合                                             | 2017年12月15日 | 大粒で濃厚な出汁と身がしっかりした味わえるヤマトシジミ。 | [ 58 ]  |
| 53       | 入善ジャンボ西瓜                        | 第2類 野菜類 すいか | 富山県下新川郡入善町 | みな穂農業協同組合                                               | 2017年12月15日 | ラグビーボールのような長楕円形のスイカで、果皮の色は濃く縞がはっきりとしている。平均重量が17～19kgと大きい。 | [ 59 ]  |
| 54       | 香川小原紅早生みかん                    | 第3類 果実類 うんしゅうみかん                                                                                              | 香川県 | 香川県農業協同組合                                               | 2017年12月15日 | 果皮が濃紅色であることが特徴の温州みかん。日本で国内で栽培される約100品種の温州みかんの内で最も紅いといわれている。糖度と酸度のバランスがとれる。 | [ 60 ]  |
| 55       | 宮崎牛                                  | 第6類 生鮮肉類 牛肉 | 宮崎県内 | より良き宮崎牛づくり対策協議会                                   | 2017年12月15日 | きめ細やかなサシを持ち、口に含むと広がる甘みと芳醇な香りが特徴。第9回（2007年）及び第10回（2012年）全国和牛能力共進会で総合優勝、第11回大会（2017年）で肉牛の部で内閣総理大臣賞を受賞。 | [ 61 ]  |
| 56       | 近江牛                                  | 第6類 生鮮肉類 牛肉 | 滋賀県内 | 一般社団法人 滋賀県畜産振興協会                                  | 2017年12月15日 | 融点が低い不飽和脂肪酸のオレイン酸を多く含んでいる。約400年前から生産が続く最も古い銘柄牛の1つであり、日本三大和牛の1つとも称される。 | [ 62 ]  |
| 57       | 辺塚だいだい                            | 第3類 果実類 その他かんきつ類（辺塚だいだい）                                                                              | 鹿児島県肝属郡肝付町、南大隅町 | 鹿児島きもつき農業協同組合                                       | 2017年12月15日 | ダイダイとは異なる系統の地域固有の柑橘類。果実は小ぶり、果皮は薄く滑らかで、ライムに似た香りがある。果汁歩合は50％前後で、やわらかな酸味と香りがある。 | [ 63 ]  |
| 58       | 鹿児島黒牛                              | 第6類 生鮮肉類 牛肉 | 鹿児島県内 | 鹿児島県肉用牛振興協議会                                         | 2017年12月15日 | 霜降りのバランスが良く、融点が低い不飽和脂肪酸を含むため、とろけるような食感。第11回全国和牛能力共進会（2017年）において最優秀枝肉賞を受賞し、総合優勝。 | [ 64 ]  |
| 59       | 水戸の柔甘ねぎ                          | 第2類 野菜類 ねぎ | 茨城県水戸市、茨城県東茨城郡城里町及び茨城県東茨城郡茨城町 | 水戸農業協同組合                                                 | 2018年2月7日   | 軟白部分が一般的な根深ねぎより1.3倍～1.6倍長く、曲がりが少ない。グルコースの含有量が高いため甘みがある。ピルビン酸が少ないため辛味やえぐみが少なく、緑の部分も生で食することができる。 | [ 65 ]  |
| 60       | 松館しぼり大根                          | 第2類 野菜類 だいこん | 秋田県鹿角市八幡平字松館地区 | 松館しぼり大根栽培組合                                           | 2018年4月9日   | 松館地区で伝統的に栽培されてきた在来の大型の辛み大根。丸みを帯びたくさび形で、肉質が硬く貯蔵性が良い。強い辛みを持つが、ショ糖含量が高いため甘みも感じられる。 | [ 66 ]  |
| 61       | 対州そば                                | 第1類 穀物類 そば 第14類 粉類 雑穀粉（そば粉）                                                                             | 長崎県対馬市 | 対州そば振興協議会                                               | 2018年4月9日   | 対州在来のそば。他の産地のそばに比べてそばの原種に近い苦みの特性を有する。小粒であるが、粒揃いが良く充実している。 | [ 67 ]  |
| 62       | 山形セルリー                            | 第2類 野菜類 セルリー | 山形県山形市内 | 山形市農業協同組合                                               | 2018年4月9日   | 葉柄が太すぎず、成長しても繊維が柔らかくシャキシャキとした食感でえぐみ・苦みが少ない。 | [ 68 ]  |
| 63       | 南郷トマト                              | 第2類 野菜類 トマト | 福島県南会津郡南会津町、只見町、下郷町 | 南郷トマト生産組合                                               | 2018年8月6日   | 食味等の品質が良好で安定している夏秋トマト。 | [ 69 ]  |
| 64       | ヤマダイかんしょ                        | 第1類 農産物類 野菜類（さつまいも）                                                                                        | 宮崎県串間市 | 串間市大束農業協同組合                                           | 2018年8月6日   | 外皮は鮮やかな紅色で、加熱するとホクホクとした食感と上品な甘さがある。 | [ 70 ]  |
| 65       | 岩出山凍り豆腐                          | 第16類 豆類調整品類（凍豆腐）                                                                                              | 宮城県大崎市岩出山 | 新みやぎ農業協同組合                                             | 2018年8月6日   | 色が白く、弾力に富んだ硬めの歯触りと滑らかな舌触りを有している。独自の製法により雑味が少なく、大豆の風味が豊かである。 | [ 71 ]  |
| 66       | 岩手木炭                                | 第40類 木炭類 | 岩手県 | 一般社団法人岩手県木炭協会                                       | 2018年8月6日   | 炭質が硬く火持ちが良い。炭素割合は概ね90％と高く、燃焼時の煙や炎、臭いが最小限に抑えられ、燃焼後に残る灰も少ない。 | [ 72 ]  |
| 67       | くまもとあか牛                          | 第6類 生鮮肉類 牛肉 | 熊本県 | 熊本県産牛肉消費拡大推進協議会                                   | 2018年9月27日  | 肉質は赤身が多く適度な脂肪交雑。黒毛和種に比べてうま味を感じさせる遊離アミノ酸が多く、甘味を呈するグリコーゲンも豊富。 | [ 73 ]  |
| 68       | 二子さといも                            | 第2類 野菜類 さといも | 岩手県北上市 | 二子さといも協議会                                               | 2018年9月27日  | 大玉で味が濃く、柔らかいが強い粘り気があり、煮崩れしにくい。 | [ 74 ]  |
| 69       | 越前がに                                | 第12類 その他水産動物類 ずわいがに 第24類 加工魚介類 その他第1号から前号までに掲げるもの以外の加工魚介類（ゆでずわいがに） | 福井県 | 福井県漁業協同組合連合会                                         | 2018年9月27日  | 漁獲後は冷温で保管されるため、鮮度低下の早いカニミソや内子（卵巣）も濃厚な旨味を持つずわいがに。福井県により90年以上にわたり皇室に特産品として献上される。 | [ 75 ]  |
| 70       | 大山ブロッコリー                        | 第2類 野菜類 ブロッコリー                                                                                                  | 鳥取県西伯郡（大山町、日吉津村、南部町、伯耆町）、日野郡（日南町、日野町、江府町）、米子市 | 鳥取西部農業協同組合                                             | 2018年12月27日 | 全国有数のブロッコリー産地。品質管理や食味の良さによって、市場において高く評価されている。 | [ 76 ]  |
| 71       | 奥久慈しゃも                            | 第6類 生鮮肉類 鶏肉、内臓肉、その他の生鮮肉類                                                                              | 茨城県久慈郡大子町、常陸大宮市、常陸太田市、高萩市 | 農事組合法人奥久慈しゃも生産組合                                 | 2018年12月27日 | 茨城県内で系統選抜された闘争性の低い軍鶏種、名古屋種及びロードアイランドレッド種を交配して作出された地鶏。肉は身が良くしまり、脂肪が非常に少なく歯ごたえがある。 | [ 77 ]  |
| 72       | こおげ花御所柿                          | 第3類 果実類 かき | 鳥取県八頭郡八頭町 | 鳥取いなば農業協同組合                                           | 2018年12月27日 | 旧郡家町の在来品種で200年以上前から栽培されている「花御所柿」。一般の柿と比べて甘く、果肉が緻密。 | [ 78 ]  |
| 73       | 浄法寺漆                                | 第38類 漆類 荒味漆、生漆                                                                                                   | 岩手県全域、青森県三戸郡、八戸市、十和田市、秋田県鹿角郡小坂町、鹿角市、大館市 | 岩手県浄法寺漆生産組合                                           | 2018年12月27日 | 硬化後に強度があり、安定した品質を有する漆。透明度、硬化時間、粘度などのバリエーションも豊富であるため、漆芸家や塗師、文化財修復職人などから高く評価され、国宝や重要文化財などの修理・修復に使用される。 | [ 79 ]  |
| 74       | 菊池水田ごぼう                          | 第1類 農産物類 野菜類（ごぼう）                                                                                            | 熊本県菊池市、合志市、菊池郡大津町、菊池郡菊陽町 | 菊池地域農業協同組合                                             | 2019年3月20日  | 表面が白く曲がりが少なく、柔らかくあくが少ないごぼう。 | [ 80 ]  |
| 75       | つるたスチューベン                      | 第1類 農産物類 果実類（ぶどう）                                                                                            | 青森県北津軽郡鶴田町、板柳町（小幡、野中、掛落林、柏木、牡丹森）、五所川原市七ツ館、つがる市柏桑野木田 | つるたスチューベン日本一推進協議会                               | 2019年3月20日  | 糖度が18度以上と非常に甘い。房が大きく着粒数が多いが、房全体が良く締まっていることから貯蔵性が良い。 | [ 81 ]  |
| 76       | 小笹うるい                              | 第1類 農産物類 野菜類（うるい）                                                                                            | 上山市東地区、本庄地区の一部 | 山形農業協同組合                                                 | 2019年3月20日  | 光沢がある鮮やかな外観を有し、うるい特有のぬめりが強い。食用となる茎の白い部分が一般的なうるいに比べて2割程度長い。 | [ 82 ]  |
| 77       | 東京しゃも                              | 第2類 生鮮肉類 家きん肉（鶏肉、その内臓肉、かわ、がら及びなんこつ）                                                        | 東京都 | 東京しゃも生産組合                                               | 2019年5月8日   | 品種改良された純系軍鶏とロードアイランドレッドを交配し、更に純系軍鶏と戻し交配することで、軍鶏系統を75％引継ぎ、純系軍鶏に近い肉質を確保している。 | [ 83 ]  |
| 78       | 佐用もち大豆                            | 第1類 農産物類 穀物類（大豆）                                                                                              | 兵庫県佐用郡佐用町 | 佐用もち大豆振興部会                                             | 2019年5月8日   | タンパク質のグリシニン含有量が多く、加熱するともちもちした食感を有する在来種の大豆。一般的な品種より大粒で、ショ糖をはじめとした糖質含量が高く甘味が強い。 | [ 84 ]  |
| 79       | いぶりがっこ                            | 第5類 農産加工品類 野菜加工品類（野菜漬物（たくあん漬け））                                                                | 秋田県 | 秋田県いぶりがっこ振興協議会                                     | 2019年5月8日   | 野菜を燻して漬け物にした燻製食品。燻しの香りと大根の甘みが一体となった独特の風味がある。 | [ 85 ]  |
| 80       | 大栄西瓜                                | 第1類 農産物類 野菜類（すいか）                                                                                            | 鳥取県東伯郡北栄町・琴浦町、倉吉市 | 鳥取中央農業協同組合                                             | 2019年6月14日  | 交配後、約48日頃まで完熟させたスイカ。形状、品質にバラツキが少なく、果実の中心部と皮ぎわの糖度差が少ない。 | [ 86 ]  |
| 81       | 津南の雪下にんじん                      | 第1類 農産物類 野菜類（にんじん）                                                                                          | 新潟県中魚沼郡津南町 | 津南雪下にんじん協議会                                           | 2019年6月14日  | 豪雪地帯である津南町において、初冬から春にかけて3ヶ月間以上深い積雪下で栽培される。甘みや旨みの成分であるアスパラギンなどのアミノ酸や香り成分であるカリオフィレンを豊富に含んでいる。 | [ 87 ]  |
| 82       | 善通寺産四角スイカ                      | 第1類 農産物類 野菜類（すいか）                                                                                            | 香川県善通寺市 | 香川県農業協同組合                                               | 2019年6月14日  | サイコロ状の四角い形をしたスイカの果実で、外皮は縞がほぼ垂直で整った縞模様であることから、美しい外観を有しており、市場において評価される。 | [ 88 ]  |
| 83       | 比婆牛                                  | 第2類 生鮮肉類 牛肉 | 広島県 | あづま蔓振興会                                                   | 2019年9月9日   | 日本最古の蔓牛のひとつである「岩倉蔓」の血統を有する黒毛和牛の牛肉。不飽和脂肪酸の割合について遺伝的に高い。 | [ 89 ]  |
| 84       | 豊島タチウオ                            | 第4類 水産物類 魚類（たちうお）                                                                                            | 広島県呉市豊浜町豊島沖周辺海域 | 呉豊島漁業協同組合                                               | 2019年9月9日   | 豊島の漁師に受け継がれてきた一本釣り漁法、鮮度保持技術により傷のない外観と高い鮮度を有しているタチウオ。 | [ 90 ]  |
| 85       | 伊吹そば                                | 第1類 農産物類 穀物類（そば）                                                                                              | 滋賀県米原市 | 伊吹そば生産組合                                                 | 2019年9月9日   | 伊吹山中腹で栽培されてきた在来種で主に直径4.5mm以下の小粒なそば。甘皮（種皮）の部分が多く、それに由来する緑の色調や香り、うま味と甘みが強く出る。 | [ 91 ]  |
| 86       | 今金男しゃく                            | 第1類 農産物類 野菜類（馬鈴しょ）                                                                                          | 北海道瀬棚郡今金町及び久遠郡せたな町 | 今金町農業協同組合                                               | 2019年9月9日   | 白色で美しい外観を有し、ライマン価13.5％以上の安定した品質とホクホクとした舌触りが特徴の男爵品種の馬鈴薯。 | [ 92 ]  |
| 87       | 東出雲のまる畑ほし柿                    | 第5類 農産加工品類 果実加工品類 （干柿）                                                                                   | 島根県松江市東出雲町上意東畑地区 | 島根県農業協同組合                                               | 2019年12月10日 | 専⽤の2～4階建ての柿⼩屋で⼲し上げた高糖度（80度前後）の⼲柿。果肉は橙⾊で表⾯に⽩く糖があり、果実の中⼼部まで⼗分に乾燥しているが適度な柔らかさをもつ。 | [ 93 ]  |
| 88       | 田浦銀太刀                              | 第4類 水産物類 魚類（たちうお）                                                                                            | 熊本県葦北郡芦北町田浦沖及びその周辺海域（八代海） | 芦北町漁業協同組合                                               | 2019年12月10日 | 田浦漁港に水揚げされるたちうお。白身魚の旨みが備わり、身の締まった身質で光沢のある銀白色の外観が保たれている。 | [ 94 ]  |
| 89       | 大野あさり                              | 第4類 水産物類 貝類（あさり）                                                                                              | 広島県廿日市市 | 大野町漁業協同組合、大野漁業協同組合、浜毛保漁業協同組合         | 2019年12月10日 | 殻長が35mm以上の大型のあさり。身質は肉厚でうま味が強く、出汁も濃厚な味わいとなる。また、砂かみが少なく品質が安定している。 | [ 95 ]  |
| 90       | 大鰐温泉もやし                          | 第1類 農産物類 野菜類（もやし）                                                                                            | 青森県南津軽郡大鰐町 | 大鰐温泉もやし増産推進委員会                                     | 2020年3月30日  | 江戸時代から引き継がれてきた大鰐温泉の温泉熱と温泉水を利用して栽培される津軽の伝統野菜。長さが30cm以上で、太さは一般的な大豆もやしのおおよそ半分以下、甘み・うま味を呈するアラニンもより多く含まれている。 | [ 96 ]  |
| 91       | 三瓶そば                                | 第1類 農産物類 穀物類（そば）                                                                                              | 島根県大田市三瓶町及び山口町 | 三瓶そば振興協議会                                               | 2020年3月30日  | 三瓶山麓の⼤⽥市三瓶町及び⼭⼝町で古くから栽培されている在来種のそば。本州で栽培される主要なそばの品種と⽐べると⼩粒で苦味が強いため、深味のある濃い味が特徴。 | [ 97 ]  |
| 92       | 檜山海参                                | 第7類 水産加工品類 加工魚介類（干しなまこ）                                                                                | 北海道久遠郡せたな町、二海郡八雲町、爾志郡乙部町、檜山郡江差町及び上ノ国町、奥尻郡奥尻町 | ひやま漁業協同組合                                               | 2020年3月30日  | 生産地の地先海面で漁獲されたなまこを同地域で加工した干しなまこ。水戻し後は肉厚で身崩れせず、適度な粘りと弾力を有する。 | [ 98 ]  |
| 93       | 大竹いちじく                            | 第1類 農産物類 果実類（いちじく）                                                                                          | 秋田県にかほ市 | 大竹いちじくの会                                                 | 2020年3月30日  | 熟しても果皮が緑色の小ぶりのいちじくで、果皮を付けたまま食べられる。主な用途は加工用で、完熟前の実が固い状態で収穫。 | [ 99 ]  |
| 94       | 八代特産晩白柚                          | 第1類 農産物類 果実類（晩白柚）                                                                                            | 熊本県八代市、熊本県八代郡氷川町 | 八代GIブランド推進協議会                                         | 2020年3月30日  | 大きな物は4kgを越える文旦系の大型柑橘。柑橘系の香りが強く、ほどよい甘みと酸味を有し食味に優れる。 | [ 100 ] |
| 95       | 八代生姜                                | 第1類 農産物類 野菜類（しょうが）                                                                                          | 熊本県八代市、八代郡氷川町、宇城市小川町海東地区、下益城郡美里町中央地区 | 八代地域農業協同組合                                             | 2020年3月30日  | 厳しい出荷基準により凹凸が少なく外観がよく、辛みの少ない食味が特徴の生姜。 | [ 101 ] |
| 96       | 物部ゆず                                | 第1類 農産物類 果実類（ゆず）                                                                                              | 高知県香美市 | 高知県農業協同組合                                               | 2020年6月29日  | 外観はキズが少なく、棚持ちの良い青果用に特化したゆず。全国平均の青果率は18％であるが、「物部ゆず」は69％（2017年）と高い。 | [ 102 ] |
| 97       | 福山のくわい                            | 第1類 農産物類 野菜類（くわい）                                                                                            | 広島県福山市 | 福山市農業協同組合                                               | 2020年6月29日  | 青色が鮮やかな外観とほっこりとした食感があるくわい。 | [ 103 ] |
| 98       | 富山干柿                                | 第5類 農産加工品類 果実加工品類（干柿）                                                                                    | 2004年10月31日時点における行政区画名としての富山県西砺波郡福光町及び東砺波郡城端町（現在の富山県南砺市内の一部） | 農事組合法人富山干柿出荷組合連合会                               | 2020年8月19日  | 旧福光町及び旧城端町で約300年以上前から栽培している産地固有品種の柿である「三社」を原料とした干柿。飴色で砲弾型の外観と強い甘みが特徴である。 | [ 104 ] |
| 99       | 山形ラ・フランス                        | 第1類 農産物類 果実類（なし）                                                                                              | 山形県 | 山形県「ラ・フランス」振興協議会                                 | 2020年8月19日  | 追熟の期間を踏まえた適切な時期での出荷が徹底されており、緻密な果肉や独特の芳香というラ・フランス特有の品質を有する。 | [ 105 ] |
| 100      | 徳地やまのいも                          | 第1類 農産物類 野菜類（やまのいも）                                                                                        | 2005年9月30日における行政区画名としての山口県佐波郡徳地町（現山口県山口市徳地地区） | 山口県農業協同組合                                               | 2020年11月18日 | 首部が短く肩の広い仏掌型あるいは拳型で周辺部が波状になり、外皮は滑らかで可食部の髭根が少ないのが特徴で、すりおすと粘りが強い。 | [ 106 ] |
| 101      | 網走湖産しじみ貝                        | 第4類 水産物類 貝類（しじみ）                                                                                              | 北海道網走市及び網走郡大空町 | 西網走漁業協同組合                                               | 2020年11月18日 | 網走湖の冷涼な気候で約7年以上かけて育った大粒なヤマトシジミ。 | [ 107 ] |
| 102      | えらぶゆり                              | 第12類 観賞用の植物類 切花（ゆり）                                                                                         | 鹿児島県大島郡和泊町及び知名町 | 沖永良部花き専門農業協同組合、あまみ農業協同組合                 | 2020年11月18日 | 沖永良部島などに自生していたテッポウユリから繁殖・育種された、ほのかな香りを持つ純白のゆり。 | [ 108 ] |
| 103      | 西浦みかん寿太郎                        | 第1類 農産物類 果実類（うんしゅうみかん）                                                                                  | 静岡県沼津市三浦地区（静浦、内浦、西浦） | 南駿農業協同組合                                                 | 2020年11月18日 | 果実は青島温州よりひとまわり小さく、果皮はやや薄く、浮き皮が少ない。また、青島温州に比べ、糖度とクエン酸の含量が高く、味が濃い。 | [ 109 ] |
| 104      | 河北せり                                | 第1類 農産物類 野菜類（せり）                                                                                              | 2005年3月31日における行政区画名としての宮城県桃生郡河北町（現宮城県石巻市相野谷、中島、皿貝、馬鞍及び小船越） | 河北せり振興協議会                                               | 2020年12月23日 | 可食部の茎葉長が一般的なせりと比べて長く、鮮度保持に優れたせり。地元石巻では古くから漬物やお浸しで根に近い茎部の食感が好まれてきた。 | [ 110 ] |
| 105      | 清水森ナンバ                            | 第1類 農産物類 野菜類及び香辛料原料作物（トウガラシ） 第8類 調味料類 香辛料（トウガラシ）                                  | 青森県弘前市、平川市、中津軽郡西目屋村、南津軽郡田舎館村及び大鰐町 | 在来津軽清水森ナンバブランド確立研究会                           | 2020年12月23日 | 青森県弘前市周辺で江戸時代から受け継がれてきた、大長型で肩部が張った果形が特徴の在来トウガラシ。辛味成分のカプサイシノイド含量が少なく、甘味を含んだまろやかな辛味を持つ。 | [ 111 ] |
| 106      | 甲子柿                                  | 第1類 農産物類 果実類（かき）                                                                                              | 岩手県釜石市 | 甲子柿の里生産組合                                               | 2021年3月12日  | 岩手県釜石市甲子町を中心に、伝統製法の燻煙脱渋法により渋抜きされた柿で、鮮紅色の外観とゼリーのような食感を有する。 | [ 112 ] |
| 107      | ルックガン ライチ                       | 第1類 農産物類 果実類（ライチ）                                                                                            | ベトナム国バックジャン省ルックガン県のチュ町、ギアホーコミューン（現「チュ町」）、ドンコックコミューン、ビエンソンコミューン、ビエンドンコミューン、ジャップソンコミューン、ホンジャンコミューン、キエンラオコミューン、キエンタインコミューン、ミーアンコミューン、ナムズオンコミューン、フィディエンコミューン、フオンソンコミューン、クィソンコミューン、タンホアコミューン、タンラップコミューン、タンモックコミューン、タンクアンコミューン、タインハイコミューン及びツーフウコミューン | ルックガン・ティエウライチ生産消費協会                           | 2021年3月12日  | 他のベトナムのライチと比較して大きく、甘みが強いライチ。ルックガンライチの平均重量は他のベトナムの栽培地域のライチより10％以上重く、果実の底部から頂点までの高さの平均は11％以上長い。また、ルックガンライチの平均ブリックス値は他のベトナムの栽培地域のライチのより約2～3％高く、平均総糖度は約2～5％高い。  | [ 113 ] |
| 108      | わかやま布引だいこん                    | 第1類 農産物類 野菜類（だいこん）                                                                                          | 和歌山県和歌山市布引地区、内原地区、紀三井寺地区、毛見地区 | わかやま農業協同組合                                             | 2021年5月31日  | 和歌山市の砂質土壌で生産される青首大根で、根部の上から下まで太さがそろいヒゲ根が少なく、毛穴が浅く肌のきめが細かい。 | [ 114 ] |
| 109      | 大口れんこん                            | 第1類 農産物類 野菜類（れんこん）                                                                                          | 1889年3月31日における行政区画名としての新潟県南蒲原郡大口村、池之島村、押切新田、思川新田、大曲戸村、大曲戸新田、灰島新田、中興野、坪根村（現長岡市中之島上通地区） | 大口れんこん生産組合                                             | 2021年5月31日  | 傷みがなく、穴に一切泥が入っていないれんこん。調理しても白い果肉の黒紫色化が起こりにくい。 | [ 115 ] |
| 110      | ビントゥアン ドラゴンフルーツ           | 第1類 農産物類 果実類（ドラゴンフルーツ）                                                                                  | ベトナム国ビントゥアン省のハムタン県、ハムトゥアンナム県、ハムトゥアンバック県、バックビン県及びファンティエット市 | ビントゥアンドラゴンフルーツ協会                                 | 2021年10月7日  | ベトナムの他の地域のドラゴンフルーツと比較して甘みが強く、酸味が弱いドラゴンフルーツ。ビントゥアン省に次ぐ生産量の多いロンアン省で栽培されるドラゴンフルーツと比べて、平均総糖度は約10％高く、平均総酸度は約9％低い。また、包葉全体として平均で約7％厚く約23％硬く、果皮は約7％厚いため、長距離輸送に適する。 | [ 116 ] |
| 111      | くまもと塩トマト                        | 第1類 農産物類 野菜類（トマト）                                                                                            | 熊本県八代市、八代郡氷川町及び宇城市の干拓地 | 八代GIブランド推進協議会、不知火塩トマト出荷者協議会             | 2021年10月7日  | 大玉品種でありながら果実1個あたりの重量が30g～150gで、糖類、遊離アミノ酸の含有量が高いトマト。糖度が8度以上あり甘みが強い。 | [ 117 ] |
| 112      | 氷見稲積梅                              | 第1類 農産物類 果実類（うめ）                                                                                              | 富山県氷見市 | 特産氷見稲積梅生産組合、稲積梅の里振興会                         | 2022年2月3日   | 短楕円の球状で果頂部は少し尖り、大きさは中玉で果皮色は淡緑色で毛茸が多い。種子が小さく果肉が厚いため、梅干しに加工する際も裂皮しにくい。 | [ 118 ] |
| 113      | 阿久津曲がりねぎ                        | 第1類 農産物類 野菜類（ねぎ）                                                                                              | 福島県郡山市 | 阿久津曲がりねぎ保存会                                           | 2022年2月3日   | 軟白部が甘く、軟らかく旨味が強い。一般のねぎより旨味系アミノ酸（グルタミン酸、アスパラギン酸）が約1.8倍、糖度も約1.7倍多く含まれている。 | [ 119 ] |
| 114      | 広田湾産イシカゲ貝                      | 第4類 水産物類 貝類（エゾイシカゲガイ）                                                                                    | 岩手県陸前高田市広田湾 | 広田湾漁業協同組合                                               | 2022年2月3日   | 殻表は濃い赤茶色で、弾力があるクリーム色の足の部分を食す。遊離アミノ酸の割合が高く、甘みと旨味が特徴。 | [ 120 ] |
| 115      | 種子島安納いも                          | 第1類 農産物類 野菜類（さつまいも）                                                                                        | 鹿児島県西之表市、熊毛郡中種子町及び南種子町 | 一般社団法人安納いもブランド推進本部                             | 2022年3月2日   | 加熱した時のねっとりとした食感と甘さが特徴で、一般的な青果用さつまいもと比べ糖度が高く、澱粉含有量が低い。 | [ 121 ] |
| 116      | 豊橋なんぶとうがん                      | 第1類 農産物類 野菜類（冬瓜）                                                                                              | 愛知県豊橋市 | 豊橋農業協同組合                                                 | 2022年3月2日   | 収穫後一時保管し、着色ムラが少なく、光沢のある鮮やかな外観を有する冬瓜。 | [ 122 ] |
| 117      | はかた地どり                            | 第2類 生鮮肉類 家きん肉（鶏肉、その内臓肉、かわ、がら及びなんこつ）                                                        | 福岡県 | 福岡県はかた地どり推進協議会                                     | 2022年3月31日  | うま味成分であるイノシン酸を多く含み、身も締まっている。煮炊き料理などで煮崩れが起こりにくく、「水炊き」「がめ煮」の原材料である。 | [ 123 ] |
| 118      | 川俣シャモ                              | 第2類 生鮮肉類 家きん肉（鶏肉、その内臓肉、かわ、がら及びなんこつ）                                                        | 福島県伊達郡川俣町 | 川俣シャモ振興会                                                 | 2022年3月31日  | 粗脂肪含量が多く、水分含量が低いことから食味が良い。また、オレイン酸の比率が高いため肉の風味が良い。 | [ 124 ] |
| 119      | あけぼの大豆                            | 第1類 農産物類 野菜類（えだまめ）、穀物類（大豆）                                                                          | 山梨県南巨摩郡身延町 | 身延町あけぼの大豆振興協議会                                     | 2022年3月31日  | 100年以上栽培されてきた大豆。10粒で6寸になるため、「十六寸」と呼ばれていたほどの大粒で、ショ糖などの糖類の含有量が多く、甘味が強い。 | [ 125 ] |
| 120      | ところピンクにんにく                    | 第1類 農産物類 野菜類（にんにく）                                                                                          | 北海道北見市常呂町 | 常呂町農業協同組合                                               | 2022年3月31日  | 外皮はピンク色で、にんにく本来の風味や香りが強く、生食した時の強い辛みが特徴。 | [ 126 ] |
| 121      | 女山大根                                | 第1類 農産物類 野菜類（だいこん）                                                                                          | 佐賀県多久市西多久町 | 幡船の里運営協議会                                               | 2022年6月29日  | アントシアニンを含む赤紫色をした赤首大根で、成長すると4～5kg以上になるが肉質は緻密。一般の青首大根に比べ糖度が高く、煮崩れしにくい。 | [ 127 ] |
| 122      | 近江日野産日野菜                        | 第1類 農産物類 野菜類（かぶ）                                                                                              | 滋賀県蒲生郡日野町 | グリーン近江農業協同組合                                         | 2022年10月21日 | 酢のみで安定的にさくら色を発色できる、根の上部まで濃い赤紫の色調を呈しているかぶ。 | [ 128 ] |
| 123      | 伊達のあんぽ柿                          | 第5類 農産加工品類 果実加工品（干柿）                                                                                      | 福島県伊達市、国見町、桑折町、福島市の立子山・飯坂・宮代・岡部・大笹生・大波、川俣町の飯坂、宮城県白石市の越河・大平 | 伊達地方あんぽ柿連絡協議会                                       | 2023年1月31日  | 果肉は鮮やかなオレンジ色で、良い食感と甘みを有する。暖簾のように柿を干す乾燥風景は「柿ばせ」と呼ばれ、生産地における冬の風物詩となっている。 | [ 129 ] |
| 124      | サヌキ白みそ                            | 第8類 調味料類 みそ（米みそ）                                                                                              | 香川県 | 香川県味噌工業協同組合                                           | 2023年1月31日  | なめらかでクリーム色の外観を有する低塩多糖の白みそ。古くから香川県の多くの郷土料理に欠かせない食材で、関西圏の白みそ雑煮の原料でもある。 | [ 130 ] |
| 125      | たむらのエゴマ油                        | 第9類 食用油脂類 食用植物油脂（エゴマ油）                                                                                  | 福島県田村市 | 田村市エゴマ振興協議会                                           | 2023年1月31日  | エゴマ本来の香りが強く、酸化による雑味が少ないから、生絞り、焙煎ともに食味に優れている。 | [ 131 ] |
| 126      | 飛騨牛                                  | 第2類 生鮮肉類 牛肉 | 岐阜県 | 飛騨牛銘柄推進協議会                                             | 2023年1月31日  | 「全国和牛能力共進会」で2大会連続最優秀枝肉賞を受賞するなど、その優れた脂肪交雑を含め品質が高い。 | [ 132 ] |
| 127      | 阿波尾鶏                                | 第2類 生鮮肉類 家きん肉（鶏肉、その内臓肉、かわ、がら及びなんこつ）                                                        | 徳島県 | 徳島県阿波尾鶏ブランド確立対策協議会                             | 2023年3月31日  | 肉色は赤みを帯び、適度な歯ごたえがあり、低脂肪でうま味成分を豊富に含む「地鶏肉」である。徳島では、一般家庭から外食店まで広く使用される。 | [ 133 ] |
| 128      | 十勝ラクレット                          | 第6類 畜産加工品類 酪農製品類（ナチュラルチーズ）                                                                          | 北海道帯広市、河東郡音更町、士幌町、上士幌町、鹿追町、上川郡新得町、清水町、河西郡芽室町、中札内村、更別村、広尾郡大樹町、広尾町、中川郡幕別町、池田町、豊頃町、本別町、足寄郡足寄町、陸別町及び十勝郡浦幌町 | 十勝品質の会                                                     | 2023年3月31日  | ナッツや干し草のような香りとさわやかなミルクの香りが感じられるが、刺激臭が少なく、日本人の嗜好に合うさっぱりした食味とした。 | [ 134 ] |
| 129      | 徳島すだち                              | 第1類 農産物類 果実類（すだち）                                                                                            | 徳島県 | 徳島県すだち・ゆこう消費推進協議会                               | 2023年3月31日  | 徳島すだちは全国のすだち出荷量の98％を占め、果皮が濃い緑色の時期に収穫され、さわやかな香りと酸味を有する。徳島の家庭では様々な料理の添え物として使われ、飲食店等の需要も高い。 | [ 135 ] |
| 130      | 深蒸し菊川茶                            | 第5類 農産加工品類 酒類以外の飲料等類（茶葉（生のものを除く））                                                            | 静岡県 | 菊川市茶業協会                                                   | 2023年3月31日  | お茶を淹れると濃厚な黄緑色で、まろやかな味わいを持つ。深みのある豊潤な香りやうま味とコクが高く評価されている。 | [ 136 ] |
| 131      | 行方かんしょ                            | 第1類 農産物類 野菜類（さつまいも）                                                                                        | 茨城県行方市、潮来市、鹿嶋市、鉾田市、小美玉市、かすみがうら市 | 行方かんしょブランド推進協議会                                   | 2023年3月31日  | 糖度が高く甘みが強い「青果用かんしょ」。 | [ 137 ] |

## 酒類の地理的表示に関する表示基準に基づく指定
酒類については、世界貿易機関（WTO）の知的所有権の貿易関連の側面に関する協定（TRIPS協定）の成立を受けて酒税の保全及び酒類業組合等に関する法律が改正され、1994年（平成6年）12月28日に同法第86条の6第1項に基づく酒類の表示基準の一つとして「地理的表示に関する表示基準」を告示して、ぶどう酒および蒸留酒の保護を図ってきた。2005年（平成17年）10月1日には、保護対象がTRIPS協定の範囲を超えて、清酒にも拡大された。
2015年（平成27年）10月30日には、従来の「地理的表示に関する表示基準」を全面改正して、「酒類の地理的表示に関する表示基準」（国税庁告示第19号）が告示された。
2022年（令和4年）4月13日時点で指定されている地理的表示は、以下の通りである。なお、国際条約によって日本で保護される国外の地理的表示については、掲載を省略する。
| 名称       | 産地の範囲 | 酒類区分                                 | 管理機関                               | 指定日         | 備考                                                                                 |
| ---------- | --- | ---------------------------------------- | -------------------------------------- | -------------- | ------------------------------------------------------------------------------------ |
| 壱岐       | 長崎県壱岐市 | 蒸留酒（単式蒸留焼酎）                   | 壱岐焼酎管理委員会                     | 1995年6月30日  |                                                                                      |
| 球磨       | 熊本県球磨郡及び人吉市 | 蒸留酒（単式蒸留焼酎）                   | 球磨焼酎管理委員会                     | 1995年6月30日  |                                                                                      |
| 琉球       | 沖縄県 | 蒸留酒（単式蒸留焼酎、原料用アルコール） | GI琉球管理委員会                       | 1995年6月30日  |                                                                                      |
| 薩摩       | 鹿児島県（奄美市及び大島郡を除く） | 蒸留酒（単式蒸留焼酎）                   | 薩摩焼酎管理委員会                     | 2005年12月22日 |                                                                                      |
| 白山       | 石川県白山市 | 清酒                                     | GI白山清酒管理機構                     | 2005年12月22日 |                                                                                      |
| 山梨       | 山梨県 | ぶどう酒（果実酒）                       | 地理的表示「山梨」管理委員会           | 2015年7月16日  | 商標その他の表示あり                                                                 |
| 山梨       | 山梨県 | 清酒                                     | 山梨県酒造協同組合                     | 2021年4月28日  |                                                                                      |
| 日本酒     | 日本国 | 清酒                                     |                                        | 2015年12月25日 | この地理的表示については、酒類の地理的表示に関する表示基準第11項の規定を適用しない。 |
| 山形       | 山形県 | 清酒                                     | 山形県酒造協同組合                     | 2016年12月16日 | 商標その他の表示あり                                                                 |
| 山形       | 山形県 | ぶどう酒（果実酒）                       | ワイン地理的表示「山形」使用管理委員会 | 2021年6月30日  | 商標その他の表示あり                                                                 |
| 北海道     | 北海道 | ぶどう酒（果実酒）                       | 地理的表示「北海道」使用管理委員会     | 2018年6月28日  |                                                                                      |
| 灘五郷     | 兵庫県神戸市灘区、東灘区、芦屋市、西宮市 | 清酒                                     | 灘五郷酒造協同組合                     | 2018年6月28日  |                                                                                      |
| はりま     | 兵庫県姫路市、相生市、加古川市、赤穂市、西脇市、三木市、高砂市、小野市、加西市、宍粟市、加東市、たつの市、明石市、多可町、稲美町、播磨町、市川町、福崎町、神河町、太子町、上郡町及び佐用町 | 清酒                                     | はりま酒研究会                         | 2020年3月16日  | 商標その他の表示あり                                                                 |
| 三重       | 三重県 | 清酒                                     | 三重県酒造協同組合                     | 2020年6月19日  | 商標その他の表示あり                                                                 |
| 和歌山梅酒 | 和歌山県 | その他の酒類（リキュール）               | GI和歌山梅酒管理委員会                 | 2020年9月7日   |                                                                                      |
| 利根沼田   | 群馬県沼田市、利根郡片品村、川場村、昭和村、みなかみ町 | 清酒                                     | GI利根沼田協議会                       | 2021年1月22日  |                                                                                      |
| 萩         | 山口県萩市および阿武郡阿武町 | 清酒                                     | 萩地区地理的表示管理委員会             | 2021年3月30日  | 商標その他の表示あり                                                                 |
| 佐賀       | 佐賀県 | 清酒                                     | GI佐賀管理委員会                       | 2021年6月14日  | 商標その他の表示あり                                                                 |
| 大阪       | 大阪府 | ぶどう酒（果実酒）                       | 地理的表示「大阪」管理委員会           | 2021年6月30日  | 商標その他の表示あり                                                                 |
| 長野       | 長野県 | ぶどう酒（果実酒）                       | 長野県原産地呼称管理委員会             | 2021年6月30日  | 商標その他の表示あり                                                                 |
| 長野       | 長野県 | 清酒                                     | 長野県原産地呼称管理委員会             | 2021年6月30日  | 商標その他の表示あり                                                                 |
| 新潟       | 新潟県 | 清酒                                     | 新潟県酒造協同組合                     | 2022年2月7日   | 商標その他の表示あり                                                                 |
| 滋賀       | 滋賀県 | 清酒                                     | 滋賀県酒造業協同組合                   | 2022年4月13日  | 商標その他の表示あり                                                                 |